# 1445 w literaturze
Wydarzenia literackie w 1445 roku.

## Zmarli
- Oswald von Wolkenstein, niemiecki poeta